# Leptospira
Leptospira je rod gramnegativních bakterií patřících do kmene spirochét.Tyto bakterie (stejně jako všechny spirochéty) mají spirálovitý tvar a jsou živě pohyblivé. Vyvolávají nemoc zvanou leptospiróza.

## Taxonomie
Dělení leptospiróz je velmi komplikované. Tradičně se dělí na patogenní druhy (Leptospira interrogans) a na nepatogenní druhy (Leptospira biflexa). Mezi patogenní druhy patří L. icterohaemorrhagiae (původce Weilovy nemoci) a L. grippotyphosa (původce tzv. blaťácké horečky).

## Biologické vlastnosti
Kultivace leptospir trvá nejméně týden a provádí se ve speciálním tekutém médiu, které je obohacené např. králičím sérem. Leptospiry jsou aerobní a jako zdroj energie využívají mastné kyseliny. Ve vlhkém a chladném prostředí mohou tyto bakterie přežívat až několik měsíců.

## Výskyt
Přirozeným prostředím, ve kterém se vyskytují je stojatá voda, především mělká jezera, rybníky atd. Nalézt je můžeme ale i v bahně.

## Infikace
Leptospiróza je jedna z nejrozšířenějších zoonóz. Leptospirami se můžeme nejčastěji nakazit při koupání v přírodní vodě nebo při napití vody z přírodního zdroje. Leptospiry se do těchto vodních zdrojů dostávají s močí hlodavců a některých domácích zvířat.